# Teocle
Teocle (en grec antic Θέοκλος Theoklos) va ser un endeví que pertanyia a la branca messènia dels iàmides d'Èlide, una coneguda família d'endevins, que visqué als segles VI-V aC.
Era fill d'Eumantis ("el bon endeví") i pare de Manticle. Va participar en la segona, o potser més probablement a la tercera guerra messènica. Pausànias el cita al bàndol messènic des dels començaments de la guerra, realitzant els sacrificis propiciatoris en les batalles contra els lacedemonis. Actuava de conseller i col·laborador d'Aristòmenes, cap de l'exèrcit messènic. Durant la batalla Teocle va prohibir a Aristòmenes que passés més enllà d'un lloc determinat on hi havia una perera silvestre, on, segons una visió que havia tingut, s'hi trobaven els Dioscurs. Però Aristòmenes, endut per la fúria de la batalla, no va fer cas de l'endeví i quan va arribar a l'arbre va perdre l'escut. Els lacedemonis es van salvar en la fugida gràcies a que Aristòmenes estava entretingut buscant-lo. Un temps després, quan per indicació de la pítia de Delfos va anar a la cova de Trofoni, a Lebadea, va trobar allà el seu escut.
La guerra es va allargar onze anys, i en realitat va ser un setge dels lacedemonis al mont Eira, on s'havien refugiat els messenis. Segons Pausànias, quan va arribar l'últim any del setge, es va complir el que la pítia havia profetitzat a Aristòmenes que, quan una cabra begués de l'aigua del riu Neda Apol·lo deixaria d'ajudar Messènia. Els messenis no deixaven beure aigua d'aquell riu a les cabres. Però Teocle, passejant un dia per la vora del riu, va veure una cabrafiguera que mullava les seves fulles a les aigües del Neda i va comprendre què volia dir la pítia. Va portar Aristòmenes a veure l'arbre i li va dir que ja no tenia salvació. A partir d'aquell moment, els messenis van perdre en els enfrontaments contra els espartans. Durant els últims dies del seyge, Teocle i el seu fill Manticle, juntament amb Aristòmenes va encapçalar un atac contra els seus enemics, encara que sabien que aviat serien derrotats, i cridaven i exhortaven els soldats a la lluita. L'últim dia, esgotats els messenis, Teocle es va presentar davant d'Aristòmenes i li va dir que estava escrit que Messènia havia de ser derrotada, i que el déu (Apol·lo) li marcava el mateix destí que a la pàtria. Dit això, Teocle va córrer cap els enemics cridant-los-hi que no els duraria gaire els goig per haver derrotat els messenis. Va matar uns quants lacedemonis i va ser ferit de mort. Va morir satisfet, diu Pausànias, pel seu heroic final. Els messenis, dirigits per Gorge, fill del rei Aristòmenes, i per Manticle, es van instal·lar a Rhegium.